# Arthrotus daliensis
Arthrotus daliensis – gatunek chrząszcza z rodziny stonkowatych i podrodziny Galerucinae.
Gatunek ten opisany został w 2009 roku przez Igora K. Łopatina.
Chrząszcz o podłużno-owalnym ciele długości 5,3 mm, ubarwiony czarno z pomarańczowym przedpleczem i pokrywami żółtoochrowymi z wyjątkiem przepasek w ich częściach podstawowych i wierzchołków, które są czarne. Trapezowate, 1,8 razy szersze niż dłuższe i pięciokrotnie krótsze od pokryw przedplecze odznacza się zaokrąglonymi kątami przednimi i tępymi tylnymi. Pokrywy za guzami barkowymi lekko zwężone, po czym rozszerzone. Punktowanie pokryw wyraźniejsze niż przedplecza. Golenie środkowej pary odnóży opatrzone cienką i małą ostrogą.
Owad znany tylko z Junnanu w Chinach, gdzie znajdowany był na porośniętych ostrzeniami wzgórzach.